# Nanohyla nanapollexa
Nanohyla nanapollexa es una especie  de anfibio anuro de la familia Microhylidae. Esta rana es endémica de Vietnam, donde solo se ha encontrado en el monte Ngoc Linh en la provincia de Quảng Nam. Se sabe muy poco de esta especie, pero se encontró en bosques perennifolios mixtos montanos a una altitud de 1480 metros de altitud.